# Iva Mojžišová
Iva Mojžišová (4. duben 1939, Bratislava – 26. ledna 2014, tamtéž) byla slovenská teoretička a historička umění.

## Život
Během šedesátých let se stala uznávanou interpretátorkou současné slovenské moderny i tvorby evropských a amerických umělců. Zkoumala historické avantgardy meziválečného období v malbě, sochařství a později také ve fotografii. Publikovala v Slovenských pohľadoch, Revue svetovej literatúry, revue Ars a ve Výtvarném životě. V letech 1963 do 1997 pracovala v České akademii věd. V době normalizace se stáhla ke zpracovávání hesel do encyklopedických slovníků. Před smrtí stihla dokončit knihu Škola moderného videnia.

### Osobní život
Jejím prvním manželem byl výtvarný a filmový teoretik, historik a kritik Juraj Mojžiš, druhým architekt Ladislav Foltyn. Měla dva syny a dceru. Trpěla roztroušenou sklerózou.
| „               | Změny a tlaky světa je možné zvládnout beze změny postoje a víry v hodnoty. | “ |
| — Iva Mojžišová |                                                                             |   |

## Ocenění
- Cena VIZE 97 (2011)
- Cena Dominika Tatarky (2011)

## Dílo
- Giacomettiho oko (1994)
- Giacomettiho smiech (2009)
- Kritika porozuměním (2011)
- Škola moderného videnia. Bratislavská ŠUR 1928-1939 (2013)